# Siegel des Konvents von Fulda
Unter dem Begriff Siegel des Konvents von Fulda werden Haupt- und Nebensiegel des Konvents der Reichsabtei Fulda betrachtet, die als Zusatz zum Siegel der Äbte oder als eigenes Beglaubigungsmittel seit dem 11. Jahrhundert verwendet wurden. Das Siegel stellte den Heiligen Bonifatius dar, in dessen Obhut das Kloster stand.

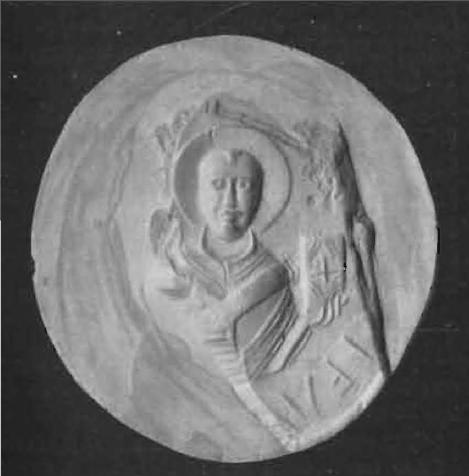
Siegel des Konvents Fulda 1212

## Geschichte
Im 744 gegründeten Kloster Fulda wurde laut Benediktinerregeln das Mitbestimmungsrecht der Brüder festgelegt. Der Abt wurde verpflichtet, bei wichtigen Angelegenheiten der Abtei den Rat des Konvents einzuholen. Das führte dazu, dass der Konvent im 9. Jahrhundert zu einem entscheidenden Machtfaktor neben dem Abt wurde. Dieser Vorgang wurde außerdem von der Gütertrennung begleitet, was die Emanzipation des Konvents vom Abt feststellte.
Die Entwicklung der selbstständigen Tätigkeit des Konvents verursachte in der Mitte des 11. Jahrhunderts die Entstehung seiner eigenen Verwaltung und unter anderem die Beschaffung eines eigenen Siegels, um die Urkunden, die zu Angelegenheiten der Mönchsgemeinschaft gehörten, beglaubigen zu können. Im Vergleich zu anderen Benediktinerklöstern wurde der gemeinsame Gebrauch eines Siegels vom Abt und Konvent in Fulda nicht festgestellt.
Zu Beginn des 13. Jahrhunderts wurde das Konventssiegel an alle rechtsbindenden Verträge angehängt. Zum Jahr 1219 gehört der erste Beleg der Doppelbesiegelung einer fuldischen Urkunde. 1235 wurde das Mitbestimmungsrecht der Brüder vom Papst Gregor IX. fixiert. Der Papst verlangte, dass jedes gültige Rechtspapier mit beiden Siegeln – vom Abt und vom Konvent – versehen werden müsste. Infolgedessen war die Einzelbesiegelung der Urkunde vom Konvent im 14. Jahrhundert selten zu beobachten.

## Verwendung
Das Anhängen des Konventssiegels war vor allem in den finanziellen Fragen wie Erwerb oder Verkauf der Güter sowie Steuerangelegenheiten erforderlich. Vor dem 13. Jahrhundert wurden alle an den Heiligen Bonifatius gerichteten Schenkungen mit beiden Siegeln beglaubigt, denn weder Abt noch Konvent allein wiesen entsprechende Machtbefugnisse für das Gut dieser Art auf. Manchmal hing die Verwendung des Konventssiegel vom Wunsch des Vertragspartners ab. Der Text einer Urkunde konnte in diesem Fall den Hinweis auf die Mönchsgemeinschaft als Adressat enthalten, und dadurch erwies sich das Versehen des Dokuments mit dem Siegel des Konvents als vorausgesehen.
Das Konventssiegel wurde als authentisches Siegel, oder als Beglaubigungsmittel in der Sache des Dritten, nicht verwendet. Die Ausnahme bestand im Falle der Doppelbesiegelung – im Zusatz zum Siegel der Äbte.
Das Anhängen des Konventssiegels wurde als feierliche Zeremonie im Kloster betrachtet und musste nur dem Vertreter des Konvents anvertraut werden. Bei der Doppelbesiegelung folgte das Konventssiegel dem Siegel des Abtes. Falls aber der letzte nicht beteiligt war, ließ der Konvent seinen Stempelabdruck an der ersten Stelle zurück.

## Beschreibung des Siegels

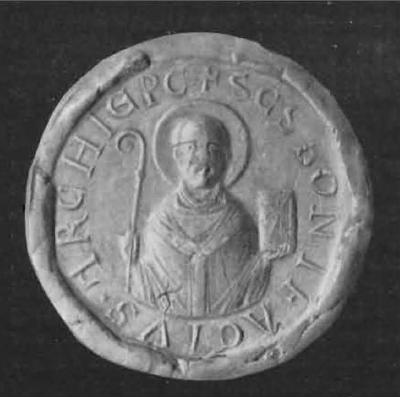
Siegel des Konvents Fulda 1168–1184

Im Vergleich zu Siegeln der Äbte wechselten die Siegel des Konvents von Fulda nicht so schnell. Für 700 Jahre gab es insgesamt sechs verschiedene Haupt- und sieben Nebensiegel.

### Hauptsiegel
1. Das durchgedrückte Siegel ist rund und misst 72 mm im Durchmesser. Es wird durch Abdrücke von 1062 bis 1137 und einen stark abgeriebenen Abdruck von 1212 belegt. Das Siegel stellt Brustbild des barhäuptigen Heiligen Bonifatius mit Nimbus und Pontifikalgewandung dar, in der Rechten einen Bischofsstab mit einwärts gekehrtem Stab und in der linken Hand ein geschlossenes Buch haltend, das mit einem geometrischen Muster geschmückt ist (Buchecken betont durch doppelte Viertelkreislinien mit Punkten in den Zentren; in der Mitte des Buchdeckels ein schwebendes Balkenkreuz). Die Umschrift ist in Majuskeln der Capitalis gehalten: + S(AN)C(TU)S BONIFATIVS ARCHIEP(ISCOPU)S
2. Das runde Siegel ist durch Belege von 1168 und 1184 bekannt. Das Siegelbild ähnelt sich dem vom ersten Siegel, aber der Stab ist auswärts gerichtet, und das Buch ist mit einem Andreaskreuz aus zwei dünnen Linien geschmückt (sich schneidende Diagonalen der Buchdeckelecken). Die Umschrift ist in Majuskeln der Capitalis und der Unziale gehalten: + S(AN)C(TU)S BONIFACIVS ARCHIEP(IS)C(OPUS)
3. Das angehängte Siegel ist spitzoval, 89 mm lang und 62 mm breit. Es ist durch Siegelabdrucke von 1222 bis 1250 belegt und zeigt den Heiligen Bonifatius mit Nimbus, Mitra und Pontifikalgewändern, auf einem mit Hundeköpfen verziertem Sessel sitzend, in der rechten Hand einen einwärts gekehrten Bischofsstab und in der Linken ein geschlossenes Buch haltend. Die Umschrift ist in Majuskeln der Capitalis und der Unziale gehalten: + SIGILLV(M)·S(ANCTI)·BONIFACII·ARCHIEPI(SCOPI)·ET·MARTIRIS·XRI(STI)·I(N) FVLDA
4. Das runde Siegel hat 82 mm im Durchmesser, ist durch Siegelabdrücke von 1256 bis 1356 und von 1374 bis 1397 belegt. Es stellt den sitzenden Heiligen Bonifatius mit Nimbus, Mitra und Pontifikalgewändern dar, die rechte Hand segnend erhoben und in der Linken einen auswärts gekehrten Bischofsstab haltend. Links ist eine Gruppe von fünf herantretenden, barhäuptigen Mönchen mit auf dem Rücken herabfallenden Kapuzen abgebildet. Die Szene wird von einem romanischen Kirchenbau und dem Spruchband in Majuskeln der Capitalis eingerahmt: S(AN)C(TU)S·BONIF(ATIUS) ARCHIEP(IS)C(OPUS) ET M(A)R(TYR Über dem Dach des Gebäudes gibt es ein Umschriftsfeld: + SIGILLVM·CONVENTUS·MAIORIS·EC(C)LESIE·FULDENSIS Spätestens im Herbst 1360 wurde das Siegel durch das fünfte Hauptsiegel umgesetzt.
5. Das runde Siegel ist 81 mm im Durchmesser, wird durch Abdrücke von 1360 bis 1373 belegt. Das Siegelbild ist dem des vierten Siegels ähnlich. Der Heilige Bonifatius sitzt aber nicht auf dem Sessel, sondern auf dem Rücken eines rechtsgewendeten Löwen. Unter den Figuren des Bonifatius und der fünf Mönche befindet sich als Schmuckelement eine kleine fünfblättrige Blüte, die von zwei quergelegten Dreiblättern beseitet ist. Das Spruchband wird in Unzialen verfasst, die Worttrennung erfolgt nicht durch Punkte, sondern durch kleine fünfblättrige Blüten: + SIGILLVM CONVENTVS MAIORIS EC(C)LESIE FVLDENSIS Das zweite Spruchband lautet: S(AN)C(TU)S BONlF(ATIUS) ARCHIEP(I)S(COPUS) ET M(A)R(TYR)
6. Das runde Siegel, 80 mm im Durchmesser, ist durch Belege von 1410 bis 1447 bekannt. Die Darstellung wird den vierten und fünften Siegeln nachgeschnitten. Das senkrecht gestelltes und sich oben leicht einrol1endes Spruchband in gotischen Minuskeln schwebt hinter der Figur des Bonifatius: s(an)c(tu)s·bonifacius·archiep(is)c(opus)·et·m(a)r(tyr) Die Umschrift ist in gotischen Minuskeln gehalten: sigillum:conventus:maioris ec(c)lesie fuldensis

### Nebensiegel
1. Das runde Geschäftssiegel (67 mm im Durchmesser) ist durch Siegelabdrücke von 1361 bis 1736 belegt. Das Siegelbild: der Heilige Bonifatius mit Mitra und Nimbus sitzt auf einem mit Hundenköpfen verzierten Sessel; die rechte Hand ist zum Segen erhoben, die linke Hand hält den auswärts gekehrten Stab. Rechts und links von ihm sind die Heiligen Simplicus und Faustinus mit Nimbus und langen Gewändern dargestellt. Beide Heiligen haben in der Rechten Martyrerpalme und in der Linken - einen Wappenschild: rechts mit Lilienstengeln, links mit dem fuldischen Kreuz. In einem gotischen Bogen darunter richten vier kniende Mönche betend die Hände zu den Heiligen empor. Die Umschrift, die oben und unten durch das Siegelbild unterbrochen wird, ist in Majuskeln der Capitalis und der Unziale gehalten: S(IGILLUM) COVENTVS·MAIORIS+  <Siegelbild> +ECC(LESI)E·FVLDEN(SIS)·AD CAVSAS
2. Um 1730 erscheint das Siegel, das von seinen Maßen einem Nebensiegel, aber von seiner Umschrift einem Hauptsiegel angeordnet werden sollte. Dieses kleinere Konventssiegel ist durch zwei Abdrücke von 1733 und 1780 belegt. Es ist rund und hat 37,5 mm im Durchmesser. Es zeigt in einem Kreis, der aus zwei einander zugewandten Märtyrerpalmen gebildet wird, den Bonifatius mit Nimbus, Mitra und Pontifikalgewändern, in der rechten Hand ein schrägrechts gestelltes Schwert haltend, das ein geschlossenes Buch durchspießt, und in der Linken einen Stab, der von einem Kleeblattkreuz bekrönt ist. Die Umschrift ist in den Majuskeln der Antiqua gehalten: *SIGILLUM CONVENTUS FULDENSIS
3. Das runde Siegel für die Briefausfertigung hat einen Durchmesser von 37 mm. Es ist durch Siegelabdrücke von 1565 bis 1707 belegt und zeigt das Brustbild des Heiligen Bonifatius ohne Nimbus, mit Mitra und Pontifikalgewändern, in der Rechten ein geschlossenes Buch, in der Linken einen auswärts gekehrten Bischofsstab haltend. Der Heilige befindet sich unter Baldachingehäuse, darunter sind zwei nach innen geneigte Wappenschilde dargestellt: rechts mit dem fuldischen Kreuz, links mit den drei Lilienstengeln. Die Umschrift, die oben und unten durch das Siegelbild unterbrochen wird, ist in gotischen Minuskeln gehalten: s(igillum) eccl(es)ie fulden(sis) <Siegelbild> ad missiuas

## Entwicklung des Siegels

### Abbildung
Im Falle des Siegel des Konvents von Fulda handelt es sich um das Porträtssiegel des Heiligen Bonifatius, des Patrons fuldischer Abtei. Die Darstellung des Heiligen auf dem Siegel präsentierte seine Gegenwart vor Ort, was andererseits durch die von der Klostergemeinschaft geschützten und verehrten Reliquien zum Ausdruck kam.
Die Bildentwicklung der Konventssiegel von Fulda entspricht dem seit dem 13. Jahrhundert allgemeinen Wandel der Porträtssiegel. Das Brustbild des Heiligen Bonifatius wurde unter dem Abt Konrad III. (1222–1249) durch Thronsiegel ersetzt. Kurze Zeit später nahm das Konventssiegel eine szenische Darstellung aus der Heiligenvita auf – die Segnung der fünf an den Heiligen Bonifatius antretenden Mönche. Dieses Siegel blieb bis zum 15. Jahrhundert in Gebrauch.
Zum zentralen Merkmal der Siegel der Geistlichen gehören Aufschriften, durch die die Kommunikation mit dem Beobachter hergestellt wird. Sie erleben den gleichen Wandel. Seit der Mitte des 13. Jahrhunderts wird das Konventssiegel vom Spruchband umgerahmt (Erzbischof und Martyrer Bonifatius), der unter Konrad III. mit dem Wort sigillum und der Ortsangabe erweitert wurde.
In der Mitte des 14. Jahrhunderts erschien der Wappenschild mit dem Lilienattribut im Siegel des Konvents von Fulda, nachdem die gleiche Aufnahme im Siegel des Abtes vorgekommen war.

### Form
Die Form der Konventssiegel entwickelte sich im großen Maße aus praktischen Gründen. Der Platzmangel bewirkte Evolution vom runden zum spitzovalen Siegel, obwohl sich diese Tradition schließlich erst ab Konrad III. (1222–1249) durchsetzte. Durchgedrückte Siegel wurden durch die Befestigung des Siegels mittels Schnüre oder Pergamentstreifen ersetzt. Im 13. Jahrhundert kamen rot-gelbe und rot-grüne Seidenschnüre in Gebrauch.

### Stoff
Als Siegelstoff in der Abtei Fulda diente Wachs. Zunächst wurde das ungefärbte Wachs mit Zusätzen von Weißpech oder anderem Harz für diese Zwecke verwendet. Unter Konrad III. kam rotes Wachs in Gebrauch. Nach einer kurzen Zeit gewann der ungefärbte Siegelstoff wieder an Bedeutung. In der Mitte des 14. Jahrhunderts gab es grüne Konventssiegel. Seit dem 15. Jahrhundert setzte sich Farbenkombination aus dem ungefärbten und grünen Wachs durch.

### Gebrauch mehrerer Siegel
Um Mitte des 14. Jahrhunderts entstand die Notwendigkeit, das zweite Siegel zu benutzen. Es wurde für die Beglaubigung weniger bedeutender Geschäftsurkunden verwendet. Das große Siegel stellte den Heiligen Bonifatius, der fünf an ihn antretende Mönche segnete, dar. Das kleinere Siegel – sigillum ad causas – stellte den thronenden Bonifatius, von Heiligen Simplicus und Faustinus flankiert. Der erste Beleg dieses Siegels stammt aus der Urkunde 1361. Seit der Mitte des 15. Jahrhunderts verdrängte es das größere Siegel und nahm dessen Platz ein.